# Nantwich Town F.C.
Câu lạc bộ bóng đá Nantwich Town là một câu lạc bộ bóng đá bán chuyên nghiệp có trụ sở tại Nantwich, Cheshire, Anh. Câu lạc bộ được thành lập vào năm 1884 và có biệt danh là The Dabbers, liên quan đến ngành công nghiệp thuộc da của thị trấn. Đội hiện đang thi đấu tại giải  và chơi các trận đấu trên sân nhà tại Sân vận động Weaver.
Năm 1995, trong trận đấu ở vòng sơ loại Cúp FA với Droylsden, Andy Locke đã ghi cú hat-trick Cúp FA nhanh nhất từ trước đến nay, trong 2 phút 20 giây. Kỷ lục này vẫn là một hat-trick trong bất kỳ vòng đấu nào của Cúp FA, bao gồm cả các vòng sơ loại trước Vòng chính thức. Nantwich đã 3 lần lọt vào vòng 1 Cúp FA vào các năm 2011, 2017 và 2019.
Nantwich Town vô địch FA Vase vào ngày 6 tháng 5 năm 2006. Hai bàn thắng của Andy Kinsey và một bàn của Stuart Scheuber đã mang lại chiến thắng 3-1 trước Hillingdon Borough tại St Andrew's.
Nantwich tiếp nối mùa giải vô địch FA Vase với chiến dịch thăng hạng thành công vào mùa giải 2006-07. Kết thúc ở vị trí thứ ba ở North West Counties League Division One, đội được thăng hạng lên Northern Premier League Division One South trong mùa giải 2007-08 và sau đó thăng hạng thứ hai liên tiếp, lên Northern Premier League Premier Division.
Nantwich cũng từng lọt vào bán bán kết FA Trophy mùa giải 2015-16, thua 6-4 sau hai lượt trận trước Halifax Town.

## Lịch sử

### 1884-2004
Được thành lập vào năm 1884, Nantwich có một truyền thống bóng đá lâu đời và đáng tự hào. Những năm đầu dành để chơi các trận giao hữu và đấu cúp nhưng vào năm 1891, câu lạc bộ tham gia giải Shropshire & District League, về đích với vị trí á quân trong mùa giải đầu tiên.
Nantwich chuyển sang giải Combination mạnh hơn vào mùa giải tiếp theo và vào ngày 15 tháng 10 năm 1892 tiếp đón Liverpool trong trận đấu Cúp FA đầu tiên của người Merseyside (Liverpool thắng 4-0 ở vòng loại thứ nhất).
Trước Chiến tranh thế giới thứ nhất, Nantwich cũng đã từng thi đấu ở nhiều giải đấu bao gồm North Staffs & District, Crewe & District, Manchester và Lancashire Combination."Football Club History Database - Nantwich". fchd.info. Truy cập ngày 24 tháng 2 năm 2020.</ref> Sau chiến tranh, câu lạc bộ trở thành thành viên sáng lập của Cheshire County League nơi đội là những người đấu tranh lâu năm, mặc dù đã về thứ 6 trong năm 1921-22. Mùa giải trước, số lượng khán giả đến sân nhà kỷ lục là 5.121 đã xem The Dabbers đấu với Winsford United ở Cheshire Senior Cup trên sân nhà tạm thời tại Kingsley Fields (bây giờ là vị trí của sân hiện tại của câu lạc bộ). Năm 1933, Dabbers đã giành được Cheshire Senior Cup sau khi đánh bại ICI (Alkali) tại Drill Field, Northwich trước 8.000 người hâm mộ.
Trong những năm đầu đó, câu lạc bộ có A.N. Hornby là Chủ tịch. Hornby.đã trở thành đội trưởng đội tuyển Anh ở môn bóng bầu dục và cricket, đồng thời là Chủ tịch, đã nhiều lần chuyển đến câu lạc bộ.
Sau Thế chiến thứ hai, Dabbers gia nhập Mid Cheshire League mới được thành lập vào năm 1948 và vào năm 1952, câu lạc bộ tham gia giải FA Youth Cup đầu tiên. Được bốc thăm trước Manchester United ở Vòng Hai, đội trẻ Dabbers đã đánh bại 23-0 vào buổi tối tháng 11 tại sân tập Cliff trước một đội trẻ của United bao gồm Duncan Edwards, David Pegg, Albert Scanlon và Ron Cope (người đã gia nhập Nantwich trong giai đoạn hoàng hôn trong sự nghiệp của mình).
Trong mùa giải 1963-64, câu lạc bộ đã hoàn thành cú ăn ba, giành chức vô địch Mid Cheshire League, League Cup và Cheshire Amateur Cup dưới sự dẫn dắt của huấn luyện viên Alan Ball. Theo cựu danh thủ Mike Brookes:
"Ông Ball đã huấn luyện chúng tôi rất chăm chỉ và dạy chúng tôi những kỹ thuật mới đối với chúng tôi - hoặc đã quá cũ. Ông ấy khiến chúng tôi nghĩ về 'trận đấu' nhiều hơn. Một mưu đồ là khi chúng tôi tấn công - đối với tôi là trung phong để đánh dấu một nửa trung tâm của trận đấu. Tiền đạo kia vẫn có thể sử dụng tôi để vượt qua bức tường một-hai để xuyên thủng. Tôi vẫn có thể xoay người về phía trước để tham gia tấn công. Tôi đã bị một vài vết bầm tím theo cách này! Ở một góc - tiền đạo sẽ di chuyển ra khỏi chấm phạt đền, do đó mang theo các điểm đánh dấu với họ. Tôi sẽ thoát ra ngoài rìa vòng cấm - chạy tốc độ khi quả phạt góc được thực hiện - hy vọng cú đá (với kế hoạch được gọi là) kết thúc ở bàn thắng đầu trên chấm phạt đền. Ông Ball đã sử dụng yếu tố sợ hãi để giữ chúng tôi 'theo dõi bóng'. Ông ấy sẽ đưa những cầu thủ 'danh tiếng' đến đào tạo hoặc 'ký hợp đồng với họ' và để họ tham gia các trận đấu; vì vậy chúng tôi nghĩ rằng mình có thể bị bỏ rơi và đôi khi chúng tôi bị như vậy."
Nantwich tham gia lại Cheshire League vào năm 1968 và vào năm 1976, Dabbers đánh bại nhà vô địch NPL Runcorn với tỷ số 5-4 trong trận chung kết Cheshire Senior Cup tại Gresty Road trước 2.237 khán giả. Vào tháng 5 năm 1981, một đám đông 1.078 người đã chứng kiến Nantwich giành được chức vô địch Cheshire League bằng cách đánh bại á quân Hyde United 2-1 trong trận đấu áp chót của mùa giải.
Năm 1982 Nantwich là thành viên sáng lập của North West Counties League. Câu lạc bộ xếp cuối bảng và bị xuống hạng ở Division 2, nơi câu lạc bộ vẫn ở lại (ngoại trừ một mùa giải ở Division 3 năm 1986) cho đến năm 1989 khi Dabbers được thăng hạng lên Division One. Trong mùa giải 1993-94, họ đã hoàn thành ở vị trí thứ 4 NWCFL cao nhất sau đó. Vào tháng 4 năm 1995, Nantwich đánh bại Old Trafford với tỷ số 1-0 trong trận Chung kết League Cup tại Gigg Lane, Bury (hai năm trước đó tại cùng địa điểm, Nantwich đã thua Burscough 2-1 trong cùng một trận đấu). Năm 1995, trong trận đấu ở vòng sơ loại Cúp FA với Droylsden, Andy Locke đã ghi hat-trick Cúp FA nhanh nhất từ trước đến nay, trong 2 phút 20 giây. Kỷ lục này vẫn là một hat-trick ở bất kỳ vòng đấu nào của Cúp FA, bao gồm cả vòng loại trước vòng Một. Cầu thủ cũ của Nigel Gleghorn được bổ nhiệm làm huấn luyện viên vào tháng 11 năm 2001 và đã giúp đưa Nantwich về đích trong top sáu vào năm 2003, khi câu lạc bộ cũng đạt được giải FA Charter Standard Community Club.

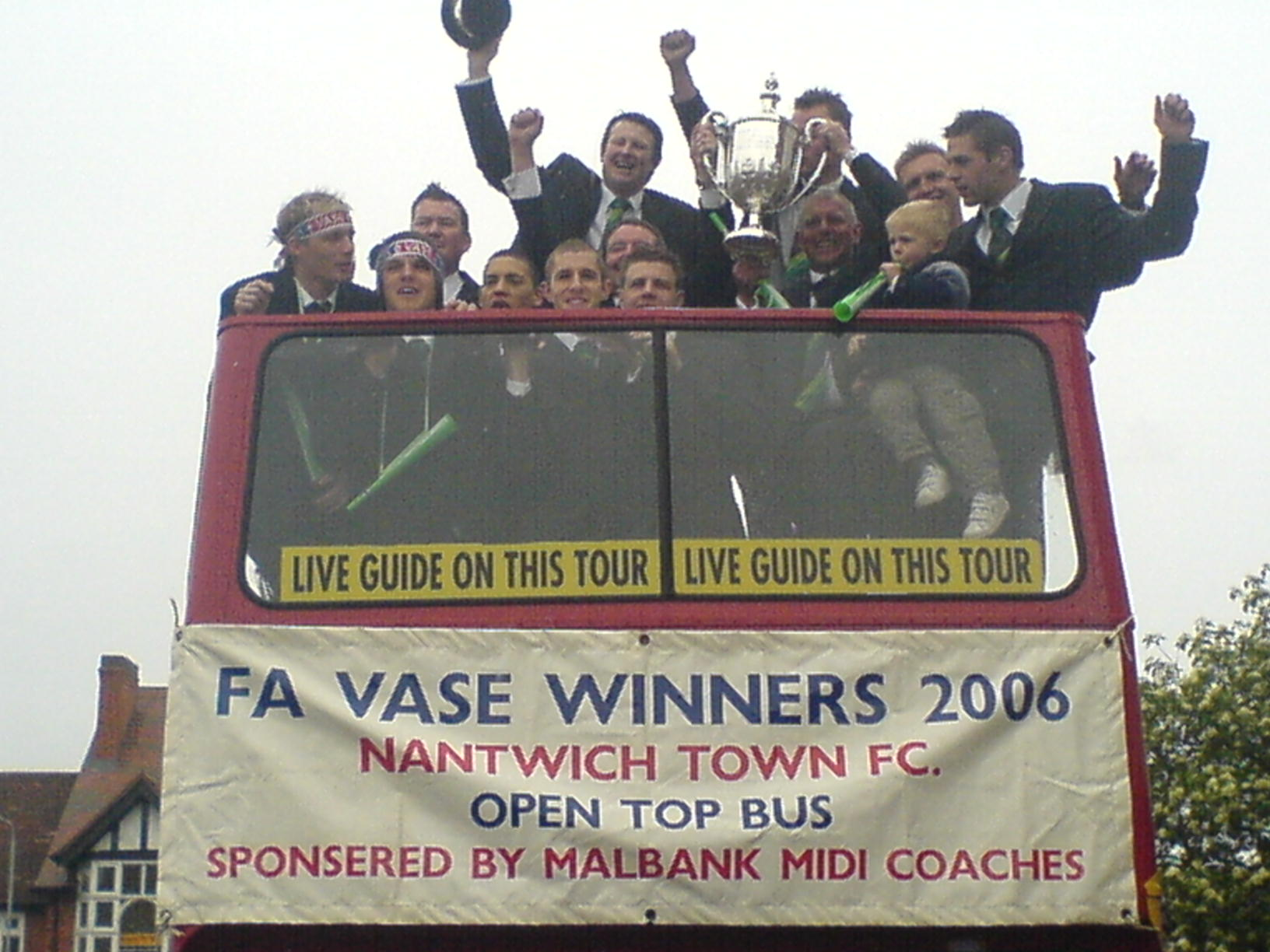
Xe buýt mui trần khi đến Nantwich Civic Hall ở Market Street. Cúp FA Vase được nâng lên cao.

### Kỷ nguyên Steve Davis (2004-2009)
Gleghorn rời câu lạc bộ vào mùa giải năm 2004 và cựu hậu vệ của Crewe Alexandra, Burnley và Barnsley, Steve Davis được bổ nhiệm làm huấn luyện viên trưởng. Davis, được hỗ trợ bởi cựu tiền đạo của Nantwich và Macclesfield, Peter Hall, đã chứng tỏ là huấn luyện viên thành công nhất trong lịch sử câu lạc bộ. Năm năm cầm quân của ông ấy đã chứng kiến hai lần thăng hạng và cả vinh quang tại FA Vase và County cup.
Davis đã dẫn dắt Nantwich đến chiến thắng FA Vase vào năm 2005-06 khi Dabbers đánh bại Hillingdon Borough 3-1 trong trận chung kết tại St Andrew's của Birmingham City. Trên đường đến trận chung kết, Nantwich đã giữ sạch lưới 8/9 trận, bao gồm các chiến thắng trước Buxton (1-0) vàCammell Laird (5-0 trong trận bán kết hai lượt đi). Andy Kinsey đã ghi được hai bàn thắng trong trận chung kết, nhưng trật khớp vai để ăn mừng bàn thứ hai. Sau chiến thắng, câu lạc bộ đã diễu hành chức vô địch FA Vase trên một chiếc xe buýt mui trần. Trong giải đấu, Nantwich cân bằng thành tích cao nhất từ trước đến nay của đội (thứ 4), suýt chút nữa thăng hạng.
Trong năm 2006-07, đội đứng thứ ba và giành quyền thăng hạng lên Northern Premier League, tích lũy 95 điểm và 108 bàn thắng sau 42 trận. Trong mùa giải, Nantwich ghi được số lần tham dự giải đấu cao nhất sau chiến tranh (1.536) trước FC United of Manchester. Để kết thúc chiến dịch trên sân nhà, 1.071 người đã chứng kiến trận đấu cuối cùng trên sân Jackson Avenue 123 tuổi khi Nantwich đánh bại Squires Gate 5-2 vào ngày 28 tháng 4 năm 2007.
Trong mùa giải 2007-08, Nantwich Town đứng thứ ba ở giải Northern Premier League Division One South. Điều này đủ điều kiện cho họ tham dự trận play-off, trong đó đội đã lội ngược dòng để đánh bại Grantham Town 2-1 và sau đó đánh bại Sheffield 4-1 4-1 trên chấm phạt đền sau trận hòa 2-2 trước đội bóng hay nhất mùa giải là 1.354 khán giả. Cú đúp thăng hạng này đồng nghĩa với việc Nantwich đã chơi mùa giải 2008-09 tại giải Northern Premier League Premier Division. Đội cũng vô địch Cheshire Senior Cup khi đánh bại các đội hạng cao hơn là Hyde United và Northwich Victoria trên đường giành chiến thắng trong trận chung kết trên chấm luân lưu trước đội bóng Conference Altrincham sau khi hòa 3-3.

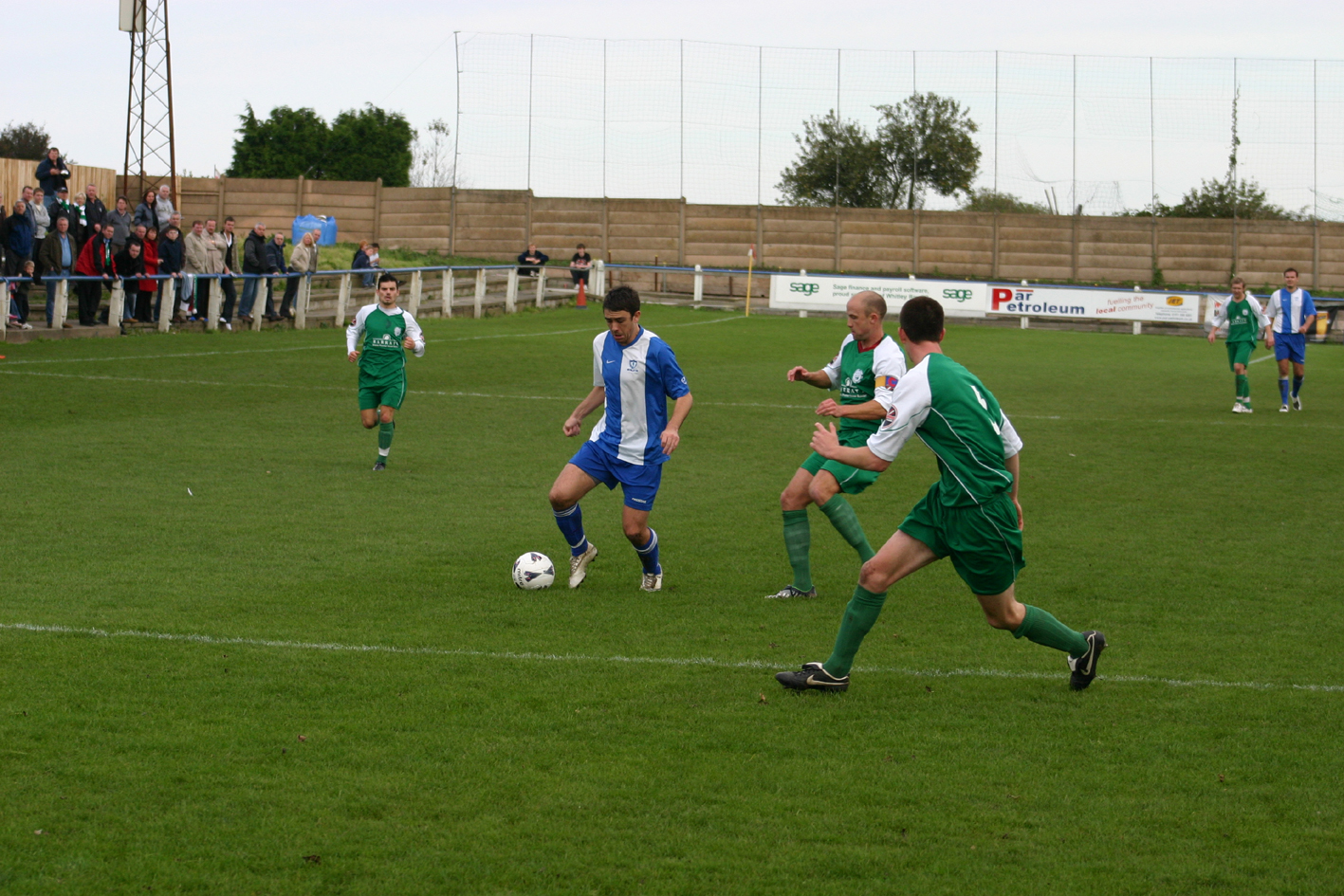
Nantwich Town thi đấu với Whitley Bay năm 2008

Năm 2008-09 Nantwich đứng thứ ba trong bảng nhưng để thua Ilkeston Town trong trận chung kết play-off. Nantwich cũng đã có một chuỗi trận tốt tại FA Cup khi đánh bại FC United of Manchester với tỷ số 4-3 trong trận đá lại, Halifax Town 4-1 và Whitley Bay 5-1 trước khi thua Fleetwood Town 4-3 ở vòng loại thứ 4. Các kết quả nổi bật trong giải đấu là thất bại 5-0 trên sân nhà và sân khách của Boston United, chiến thắng 3-0 trên sân nhà trước FC United of Manchester.
Trong mùa giải gần kề năm 2009, Steve Davis rời khỏi vị trí trợ lý huấn luyện viên tại Crewe để được thay thế bởi trợ lý lâu năm Peter Hall (bất chấp đơn xin từ cựu hậu vệ West Ham United Julian Dicks và các cựu cầu thủ Port Vale là Dave Brammer và Dean Glover).

### 2009 đến nay
Trong giai đoạn trước mùa giải 2009-10, câu lạc bộ đã kỷ niệm 125 năm thành lập với một huy hiệu mới và việc phát hành một cuốn sách ghi lại lịch sử của câu lạc bộ, có tựa đề là Proud To Be The Dabbers. Mùa giải chính thật đáng thất vọng, với việc đội bóng này đang mòn mỏi xếp cuối bảng và sớm bị loại khỏi Cúp FA, FA Trophy và Cheshire Senior Cup. Phong độ tệ hại khiến huấn luyện viên trưởng Peter Hall mất việc vào cuối tháng 3; Kevin Street và Darren Tinson tiếp quản trên cơ sở tạm quyền. Đội đã cải thiện ngay lập tức, với năm chiến thắng và một trận hòa trong sáu trận tiếp theo. The Dabbers đứng thứ 10.
Mùa giải 2010-11 bắt đầu với một số thất bại nặng nề trước mùa giải, sau đó là các trận thua khác nhau ở giải quốc nội và thất bại tại Cúp FA trước Whitley Bay ở giải hạng dưới. Vào tháng 10, với Nantwich ở vị trí thứ 21 trong bảng, họ đã lội ngược dòng từ việc thua đậm 6-2 để hòa 6-6 trước Mickleover Sports. Sự trở lại đã khơi dậy sự hồi sinh trong vận may của Dabbers, với một thất bại trong 10 trận tiếp theo và bộ đôi huấn luyện viên Street và Tinson nhận được giải thưởng Huấn luyện viên xuất sắc nhấ tháng cho tháng 11. Tuy nhiên, vào ngày 10 tháng 3 năm 2011, sau một chuỗi sáu trận đấu vô nghĩa, có thông báo rằng cặp đôi này đã rời đi bởi sự đồng ý của đôi bên. Giám đốc bóng đá Jimmy Quinn phụ trách các công việc của đội một.
Sau khi cứu câu lạc bộ khỏi cuộc xuống hạng, anh ấy bắt đầu cải thiện đội hình cho mùa giải 2011-12, mang về những cầu thủ giàu kinh nghiệm. Tiền đạo Ben Mills, được ký hợp đồng từ Stafford Rangers đã ghi 12 bàn cho câu lạc bộ cho đến khi chuyển đến Macclesfield Town vào tháng Giêng. Sau khi đánh bại Ramsbottom United, Northwich Victoria, Kendal Town và Nuneaton Town, Nantwich đã lần đầu tiên lọt vào vòng Một Cúp FA. Đội thi đấu với Milton Keynes Dons F.C. trên sân khách, thua 6-0 trước 4.070 người hâm mộ. Ở NPL, Nantwich đứng thứ 10, nhưng cũng vô địch Cheshire Senior Cup khi đánh bại Stalybridge Celtic trong trận chung kết.
Sau một kì tiền mùa giải ấn tượng và chiến thắng 5-0 trên sân khách trước Matlock Town, hy vọng được đặt rất cao đối với Nantwich, nhưng màn trình diễn của mùa giải 2012-13 giảm sút, và ông chủ Jimmy Quinn bị sa thải vào tháng Hai. Darren Moss đảm nhận vị trí cầu thủ kiêm quản lý và Nantwich kết thúc mùa giải thứ 14. Chorley đã chấm dứt hy vọng giành Cúp FA của Dabbers ở Vòng loại thứ nhất và Fylde vượt qua Nantwich ở FA Trophy.
Trong mùa giải 2013-14, dưới sự quản lý của Danny Johnson, Nantwich đứng thứ 19, mặc dù không thắng bất kỳ trận nào trong số chín trận gần đây nhất. Niềm hy vọng Cúp FA kết thúc ở vòng loại thứ nhất với thất bại trước Rugby Town và niềm hy vọng FA Trophy đã kết thúc ở vòng loại thứ ba trước Northwich Victoria. Mùa thứ hai của Johnson có chút cải thiện, và anh mất việc vào tháng 2 năm 2015, được thay thế bởi cựu cầu thủ Phil Parkinson, được hỗ trợ bởi Neil Sorvel và Danny Griggs. Kết quả và màn trình diễn được cải thiện đồng nghĩa với việc Nantwich xếp cuối bảng ở vị trí thấp hơn, với thất bại ở Cúp FA trước Salford City và thất bại ở FA Trophy trước Ramsbottom United.
Trong mùa giải 2015-16, Nantwich có chuỗi trận tốt tại FA Trophy, lọt vào bán kết. Ở vòng sơ loại thứ nhất, Nantwich đã đánh bại Salford City với tỷ số 2-1, sau đó là trận thua 5-1 trước Kings Lynn Town với cú hat trick của Liam Shotton. Nantwich sau đó giành chiến thắng 2-0 trước Stockport County ở hạng cao hơn. Vào vòng thi đấu chính thức, Nantwich đánh bại Matlock Town 2-0 trên sân nhà, trước khi có trận hòa sân khách trước Bradford Park Avenue sau đó Nantwich thắng trận đá lại 5-0. Sau hai lần bị hoãn, cú đánh đầu ở phút cuối của Steve Jones đã giúp Nantwich giành chiến thắng 1-0 trước Stourbridge. Trong trận tứ kết, Nantwich đánh bại đội Conference Dover Athletic với tỷ số 2-1 bằng một bàn thắng khác ở phút cuối, do công của Liam Shotton. Vòng bán kết gặp Halifax Town. Trước một lượng khán giả kỷ lục 2.078 người tại sân vận động Weaver, Halifax đã giành chiến thắng ở trận lượt đi với tỷ số 4-2. Trận lượt về tại the Shay kết thúc với tỷ số hòa 2-2, mang về chiến thắng chung cuộc 6-4 cho Halifax Town. Câu lạc bộ cán đích ở vị trí thứ 8 trên bảng xếp hạng với 75 điểm. Đội cũng ghi được 94 bàn thắng ở giải đấu, tổng số bàn thắng cao thứ hai.
Nantwich đứng thứ 5 ở giải Ngoại hạng miền Bắc mùa giải 2016-17, đủ điều kiện tham dự vòng play-off lần đầu tiên sau tám năm. Tuy nhiên, thất bại 0-2 trước Spennymoor đã chấm dứt hy vọng thăng hạng. Vòng sơ loại thứ tư của FA Cup chứng kiến những chiến thắng trước Ashton United, Marine và Halesowen Town nhưng Stourbridge lại giành chiến thắng 3-1 tại Sân vận động Weaver. Trong trận chung kết Cheshire Senior Cup, Nantwich để thua 3-2 trước người hàng xóm Crewe Alexandra tại Gresty Road. Vào cuối mùa giải, huấn luyện viên Phil Parkinson rời câu lạc bộ để đến Altrincham, cùng với một số người trong đội.
Mùa giải 2017-18 chứng kiến Nantwich lần thứ hai lọt vào vòng đầu tiên của FA Cup. Đội đánh bại City of Liverpool FC 2-1, Shepshed Dynamo 1-0, Nuneaton Town 3-1 và Kettering Town 1-0 trong trận đá lại. Họ đã thua 5-0 ở vòng đầu tiên trước Stevenage. Sau khi cán đích ở vị trí thứ 16 trong giải đấu, Nantwich đã giành quyền vào chung kết Cheshire Senior Cup lần thứ hai liên tiếp, giành chiến thắng 3-0 trước Stockport Town để giành Senior Cup thứ năm.
Trong mùa giải 2018-19, Nantwich đứng thứ tư trên bảng xếp hạng Northern Premier League, kết thúc cao thứ hai của đội trong giải đấu, và bỏ lỡ cơ hội thăng hạng sau khi thua Warrington Town trong trận bán kết play-off. Đội cũng giành được Cheshire Senior Cup lần thứ hai liên tiếp, đánh bại đội bóng North-West Counties Football League Cammell Laird 5-2 trong trận chung kết. Tiền đạo Joe Malkin đã giành được giải Cầu thủ trẻ xuất sắc nhất năm của giải đấu, trong khi Sean Cooke được bầu chọn vào Đội hình xuất sắc nhất của giải đấu. Huấn luyện viên Dave Cooke cũng đã thu hút các tiêu đề quốc gia vào tháng Giêng khi đưa cựu tiền đạo của Premier League và Stoke City, Ricardo Fuller về câu lạc bộ.
Vào tháng 11 năm 2019, Nantwich lần thứ ba lọt vào Vòng 1 Cúp FA, để thua 0-1 trước A.F.C. Fylde tại Sân vận động Weaver.

## Sân vận động

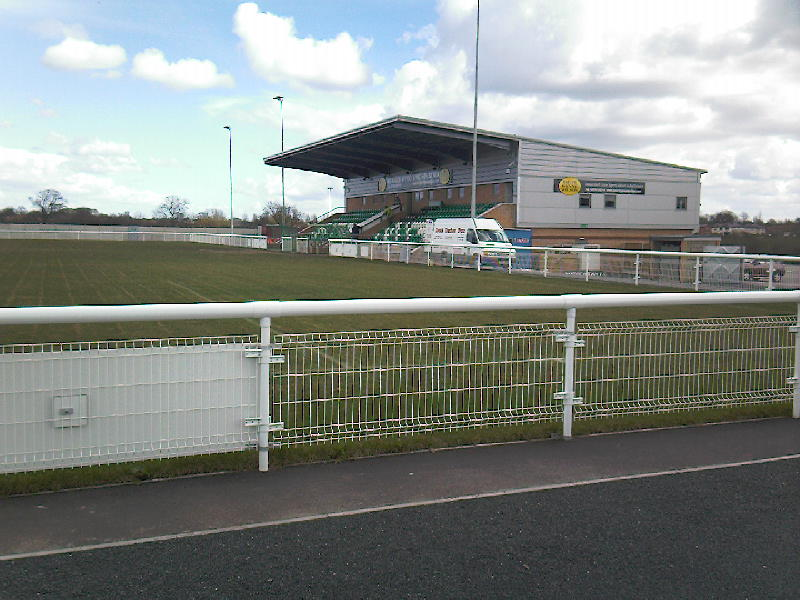
Weaver Stadium

Câu lạc bộ chơi tại Sân vận động Weaver tại Kingsley Fields. Sân có giá 4 triệu bảng, và được mở cửa vào năm 2007 trước khi bắt đầu mùa giải 2007-08; trước đó câu lạc bộ đã chơi ở Jackson Avenue.
Thời tiết xấu đã làm trì hoãn việc mở sân, khiến Nantwich phải chơi phần lớn các trận xa nhà trước mùa giải. Trận đấu đầu tiên tại sân vận động Weaver diễn ra vào ngày 7 tháng 8 năm 2007, một trận giao hữu với đội League One Port Vale kết thúc với tỷ số 6-3 cho đội Liên đoàn. Ross Davidson của Port Vale ghi bàn đầu tiên trên sân sau ba phút; Glyn Blackhurst trở thành cầu thủ Nantwich Town đầu tiên ghi bàn. Sân được chính thức khai trương trước trận đấu với Nantwich vào ngày 10 tháng 10 năm 2007 bởi Sir Trevor Brooking. Chuyển đến sân vận động mới cùng với thành công trên sân cỏ đã giúp tăng số lượng khán giả theo dõi của Nantwich từ mức trung bình 118 trong mùa giải 2005-06 lên mức trung bình 664 trong mùa giải 2008-09.

### Khán đài chính Optimum Pay Group
Khán đài chính Optimum Pay Group Main Stand là khán đài chính tại Sân vận động Weaver và nằm ở phía nam của sân. Sân có sức chứa khoảng 300 người. Nó cũng có các quầy bar tiện nghi và một quầy bar bán đồ ăn nhanh.

### Khán đài Xe kem Whitby Morrison
Khán đài Xe kem Whitby Morrison à một sân thượng thấp nằm ở phía bắc của sân tại Sân vận động Weaver. Nó có thể chứa khoảng 295 người ủng hộ thường trực. Đây là nơi có nhiều tiếng nói hơn trong sự ủng hộ của các Dabbers.
Hiện tại cả hai đầu của mặt đất đều bằng phẳng và chưa phát triển.

## Đội hình hiện tại
Ghi chú: Quốc kỳ chỉ đội tuyển quốc gia được xác định rõ trong điều lệ tư cách FIFA. Các cầu thủ có thể giữ hơn một quốc tịch ngoài FIFA.
| Số | VT | Quốc gia | Cầu thủ          |
| -- | -- | -------- | ---------------- |
| —  | TM | Anh      | Greg Hall        |
| —  | TM | Anh      | James Hawkins    |
| —  | TM | Anh      | Ollie Hawkins    |
| —  | TM | Anh      | Ryan Moss        |
| —  | HV | Anh      | Troy Bourne      |
| —  | HV | Anh      | Joe Davis        |
| —  | HV | Anh      | Matty Devine     |
| —  | HV | Anh      | Ben Harrison     |
| —  | HV | Anh      | Josh Langley     |
| —  | HV | Anh      | Clayton McDonald |
| —  | HV | Anh      | Joel Stair       |

| Số | VT | Quốc gia    | Cầu thủ                                                     |
| -- | -- | ----------- | ----------------------------------------------------------- |
| —  | TV | Anh         | Sean Cooke                                                  |
| —  | TV | Anh         | Caspar Hughes                                               |
| —  | TV | Bắc Ireland | James Lawrie                                                |
| —  | TV | Anh         | Will Saxon                                                  |
| —  | TV | Anh         | Luke Walsh                                                  |
| —  | TV | Anh         | David Webb                                                  |
| —  | TĐ | Anh         | Joe Malkin                                                  |
| —  | TĐ | Zambia      | Joe Mwasile                                                 |
| —  | TĐ | Đan Mạch    | Valdemar Schousboe                                          |
| —  | TĐ | Jamaica     | Ricardo Fuller                                              |
| —  | TĐ | Wales       | Callum Saunders (thỏa thuận đôi bên với Curzon Ashton F.C.) |

## Nhân viên không thi đấu

### Quản lý
- Huấn luyện viên:
  - Dave Cooke
- Trợ lý huấn luyện viên:
  - Danny Griggs
- Huấn luyện viên đội một:
  - Jay Bateman
  - Nigel Deeley
  - Clayton McDonald
- Huấn luyện viên thủ môn:
  - Keiron Clarke
- Nhà trị liệu thể thao:
  - Vincent Tang

### Lãnh đạo
- Chủ tịch:
  - Jon Gold
- Phó chủ tịch:
  - Clive Jackson
- Thư ký câu lạc bộ:
  - Carl "Schume" Thorpe
- Life Vice-Presidents:
  - Albert Pye
  - Peter Temmen
- Giám đốc:
  - Dave Clapp
  - John Dunning
  - Jon Gold
  - Clive Jackson
  - Tim Crighton
- Nhân viên Truyền thông
  - Samuel McGarrigle
  - Jack Beresford
- Biên tập viên Chương trình
  - Chris Lincoln
- Trợ lý Truyền thông
  - Jack Thomas
  - Conor Cockcroft
  - Liam Price
  - Fred Dobberson
- Phụ trách Trang phục
  - Kieran MacDonald
  - Jason Clarke

## Danh hiệu và kỉ lục

### Danh hiệu
- FA Vase
  - Vô địch 2005-06
- Cheshire County League
  - Vô địch 1980-81
- Cheshire Senior Cup
  - Vô địch 1932-33, 1975-76, 2007-08, 2011-12, 2017-18, 2018-19
  - Chung kết 1889-90, 1897-98, 1903-04, 1913-14, 1929-30, 2008-09, 2016-17
- North West Counties Football League Challenge Cup
  - Vô địch 1994-95
  - Chung kết 1992-93
- Mid-Cheshire League
  - Vô địch 1963-64
  - Á quân 1950-51, 1961-62,  1964-65
- Mid-Cheshire League Cup
  - Vô địch 1961-62, 1963-64
  - Chung kết 1948-49, 1964-65
- Crewe Amateur Combination
  - Vô địch 1946-47
- The Combination
  - Á quân 1902-03
- Cheshire League Division One
  - Á quân 1900-01
- Shropshire & District League
  - Á quân 1891-92
- Manchester League
  - Á quân 1966-67
- Northern Premier League Division One South
  - Thắng play-off 2007-08

### Kỉ lục
- Phí nhận được:
  - 20.000 bảng Anh (Crewe Alexandra cho Kelvin Mellor, 2008)
  - 5.000 bảng Anh (+ 5.000 bảng Anh) (Crewe Alexandra cho Matthew Freeman, 2007)
  - 4.000 bảng Anh (Stafford Rangers cho Dougie Dawson, 1995)
- Trận thắng đậm nhất giải quốc nội:
  - 20-0 v Whitchurch Alexandra, Cheshire League Division 1, 5 tháng 4 năm 1901
- Trận thắng cách biệt lớn nhất: 20
  - như trên
- Trận thua đậm nhất giải quốc nội:
  - 2-16 v Stalybridge Celtic, 22 tháng 10 năm 1932
- Số bàn ghi nhiều nhất trong một mùa giải:
  - 60 Bobby Jones, 1946-47
- Kỉ lục số khán giả:
  - Kingsley Fields, Nantwich 5.121 v Winsford United, 19 tháng 2 năm 1921
  - London Road (Jackson Avenue), Nantwich 4.000 v Crewe Alexandra Dự bị, 21 tháng 4 năm 1924
  - Sân vận động Weaver, Nantwich 2.078 v Halifax Town, 12 tháng 3 năm 2015 (bán kết lượt đi FA Trophy)
  - League: 1.547 v F.C. United of Manchester, 7 tháng 2 năm 2009
- Thành tích tốt nhất ở Cúp FA:
  - Vòng Một 2011-12 - thua 6-0 trên sân khách trước Milton Keynes Dons F.C. vào ngày 12 tháng 11 năm 2011; khán giả 4,110[6]
  - Vòng Một 2017-18 - thua 5-0 trên sân khách trước Stevenage F.C. vào ngày 4 tháng 11 năm 2017; khán giả 1,435[7]
  - Vòng Một 2019-20 - thua 1-0 to A.F.C. Fylde trên Sân vận động Weaver vào ngày 9 tháng 11 năm 2019; khán giả 1,544[8]